# بول‌ورث
بول‌ورث نام فیلم کمدی-درامِ آمریکایی است که در سال ۱۹۹۸ به کارگردانی وارن بیتی ساخته شد. این فیلم موفق شد در رشتهٔ بهترین فیلم‌نامهٔ غیراقتباسی نامزد جایزه اسکار شود.